# خنزير ثؤلولي شائع
الخنزير الثُؤلولي الشائع (الاسم العلمي: Phacochoerus africanus) هو حيوان من فصيلة الخنزيريات وينتمي لجنس الخنازير الثؤلولية Phacochoerus وينتمي ذلك الجنس أيضا الخنزير الثؤلولي الصحراوي وينتشر في أفريقيا من جنوب أفريقيا حتى جنوب الصحراء في الشمال.

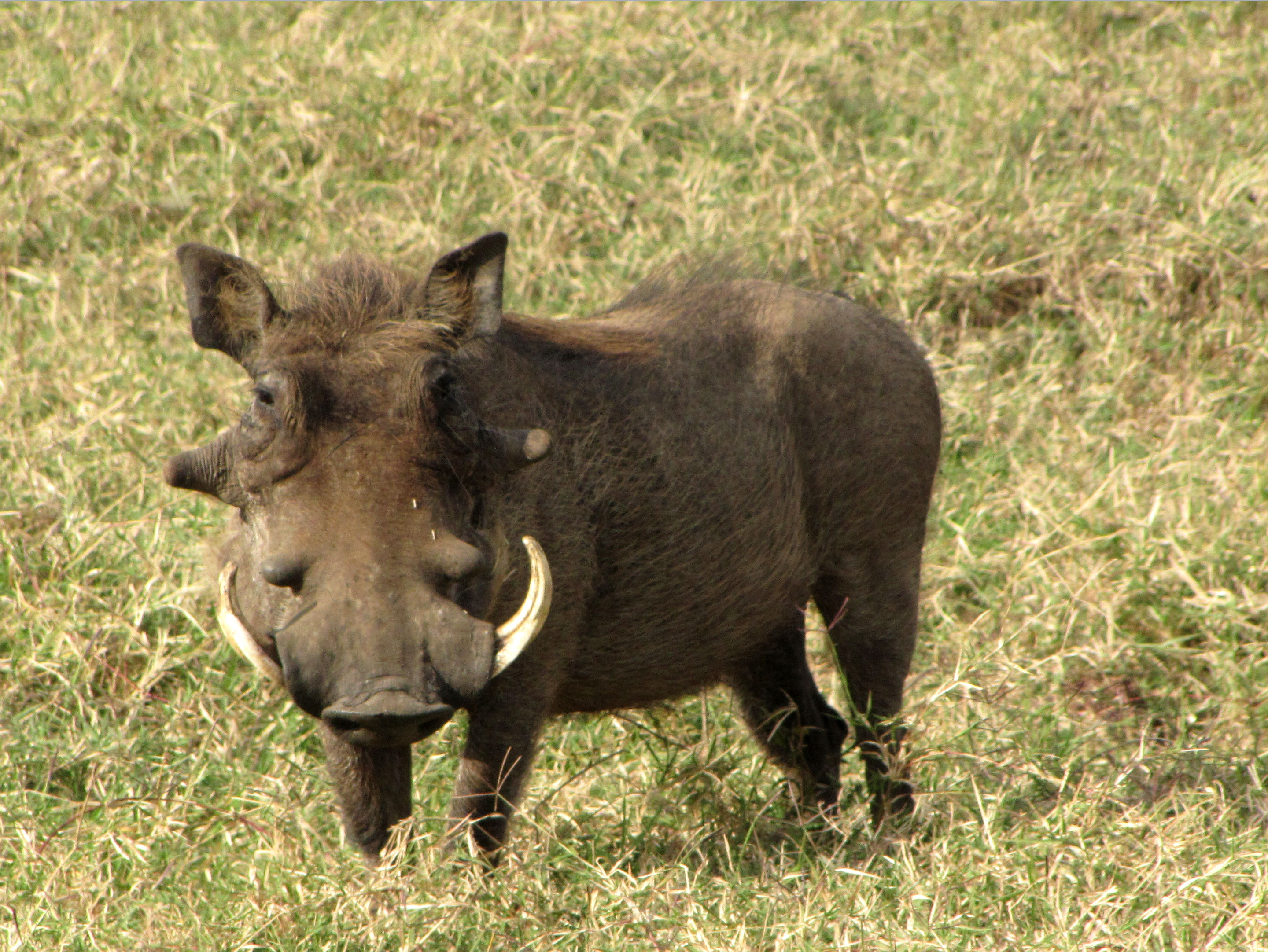
ذكر الخنزير الثُؤلولي في تنزانيا

## اقرأ كذلك
- قائمة مزدوجات الأصابع حسب العدد